# Адил Максутовић
Адил Максутовић (Београд, 14. јул 1983) српски је поп певач.

## Биографија
Адил је рођен 14. јула 1983. године у Београду, где је завршио основну школу као вуковац. Шесту београдску гимназију уписао је 1998. године, коју је такође завршио одличним успехом. Поред природних наука које су му ишле од руке, био је изузетно талентован за спорт, глуму, певање, плес.
Као и већина тинејџера није знао чиме ће се бавити у животу и шта је оно што највише воли. Родитељи су били ти који су га саветовали да одмах после дипломирања упише неки од техничких факултета.
Већ у четвртој години гимназије почео је да пева по београдским сплавовима. Сваким даном је све више био посвећен музици, а све мање присутан на Машинском факултету. После пар година схватио је да не жели да губи време студирајући нешто што га не чини срећним. Тада је одлучио да упише и Криминалистичко-полицијску академију, о којој је као дете маштао и коју је завршио уз пуно труда и одрицања.
У међувремену је почео много озбиљније да се бавим музиком и 2007. године снимио песму Не могу без тебе којом је дебитовао на фестивалу народне музике у Врњачкој бањи, 12. јула 2007. године. Његова интерпретација на фестивалу је била изузетно запажена од стране публике, али нажалост жири песми није доделио никакву награду. Неколико година касније, песма Не могу без тебе постала је највећи хит на просторима Србије, Црне Горе, Босне и Херцеговине и Македоније, што су оправдале и бројне награде и признања од стране публике и музичких критичара.
Крајем 2007. године Адил је остварио сарадњу са Александром Радуловићем Футом, једним од највећих композитора на Балкану. Маја 2008. године издао је свој први албум, који је као музички продуцент, композитор и аранжер потписао А. Радуловић Фута. Албум је издала музичка продукција Голд, а убрзо су се издвојиле песме: Никада, Погледај, За мало, Радуј се...
У јуну 2009. године издао је сингл песму Заједно смо много тога прошли. Крајем 2010. године остварио је сарадњу са издавачком кућом Сити Рекордси објавио свој други албум под називом Љуби ме по сећању, а само пар месеци касније песме: Од усана до стопала, Синови туге, Љуби ме по сећању, Најбољи град на свету и Верни слуга нашле су се на самом врху топ листа свих радио станица у региону.
Почетком 2012. године упознао је истакнутог композитора и менаџера Сашу Драгића. На његову молбу, рекавши да има одличну песму, Адил се пријавио за учешће на Грандовом фестивалу који се одржао неколико месеци касније.
Композиција Саше Драгића, текст Катарине Јованић и аранжман Дејана Абадића — песма Лаку ноћ, 27. априла 2012. године, освојила је прво место и однела апсолутну победу на Гранд фестивалу 2012. године.. Песма је освојила и награду стручног жирија и награду публике.
У октобру 2012. године, уз одобрење грчких аутора, са Аллегро Бендом издао је дуетску песму: Живот без тебе не живим, за коју је текст написала Јелена Трифуновић, а аранжман је урадио Саша Динић. Песма је после само неколико недеља емитовања достигла невероватну гледаност на интернет каналу Јутјуб и постала веома слушана на радио и ТВ станицама у целом региону.
У мају 2013. године издао је студијски албум под називом Маскенбал.
Његови највећи хитови су: Не могу без тебе, Синови туге, Љуби ме по сећању, Од усана до стопала, Лаку ноћ, Хитно, Маскенбал, Нико ме нема, Не дижи руку на нас, Веруј у нас, Моје си небо, Иста ја...
Новембра 2017. године одржао је два солистичка концерта у београдском Сава центру.
Адил живи у Београду. Најстарије је дете оца Арифа и мајке Џемиле. Има млађу сестру Аделу и млађег брата Максута. Ожењен је са Аном Рамадановски, ћерком легендарног певача Џеја.

## Дискографија
- Никада
  - Никада
  - Погледај
  - Не могу без тебе
  - Да ли је то љубав
  - Због тебе
  - За мало
  - Шта ми се десило
  - Радуј се
  - Све је сада прошлост
  - Да ли је то љубав
- Љуби ме по сећању
  - Од усана до стопала
  - Синови туге
  - Љуби ме по сећању
  - Молим те пусти ме
  - Заједно смо много тога прошли
  - Најбољи град на свету
  - Верни слуга
  - Не могу без тебе (бонус)
- Маскенбал
  - Боље могло је
  - Хитно
  - Лаку ноћ
  - Маскенбал
  - Не дижи руку на нас
  - Нико ме нема
  - Требаш ми
  - Загрли ме
  - Живот без тебе не живим (дует Алегро банд)
- Ја сам остао ја
  - Ко сам ја
  - Није љубав нестала
  - Мој задњи дах
  - Видим нас
  - Срећо једина
  - Моје си небо
  - Ја сам остао ја
  - Иста ја
  - Просјак и краљ - бонус нумера
  - Видим нас (пиано верзија)

### Видеографија
| Спот                          | Година | Режисер                  |
| ----------------------------- | ------ | ------------------------ |
| Никада                        | 2008   |                          |
| Заједно смо много тога прошли | 2010   | Горан Шљивић             |
| Не могу без тебе ја           | 2010   |                          |
| Најбољи град на свету         | 2010   | ДМ САТ видео продукција  |
| Синови туге                   | 2010   |                          |
| Нико ме нема                  | 2013   |                          |
| Иста ја                       | 2015   | Visual Infinity          |
| Срећо једина                  | 2016   | Visual Infinity          |
| Веруј у нас                   | 2017   | Адил,Љуба Радојевић      |
| Лепотице                      | 2017   | George Mpenioudakis,Adil |
| Прва си ти                    | 2018   | Visual Infinity          |
| Где је љубав                  | 2019   | Visual Infinity          |
| У глави нисам сам             | 2019   | Ведад Јашаревић          |
| Магија                        | 2020   | Visual Infinity          |
| Ти и ја                       | 2023   | Visual Infinity          |
| Бирам нови живот              | 2023   | Visual Infinity          |
| Живим за тебе коју немам      | 2023   | Љуба Радојевић           |

## Синглови
- 2012. Живот без тебе не живим /дует са Алегро бендом/
- 2015. Иста ја
- 2015. Не спомињи љубав /дует са Маријом Шерифовић/
- 2017. Веруј у нас
- 2017. Лепотице
- 2017. Не кидај мене од себе
- 2018. Прва си ти
- 2019. Где је љубав
- 2019. Није нама суђен растанак
- 2020. Магија
- 2020. Дај ми руку

## Фестивали
- 2007. Фестивал Драгиша Недовић, Врњачка бања — Не могу без тебе
- 2012. Гранд фестивал — Лаку ноћ /победничка песма/
- 2014. Pink music festival — Просјак и краљ